# René Martial
Pour les articles homonymes, voir Martial.
René Félix Martial, né le 17 octobre 1873 à Paris 5e et mort le 23 janvier 1955 à Vendôme, est un médecin français. 
Dans l'entre-deux-guerres, il est un promoteur d'un colbertisme biologique, de nature eugéniste et est désigné comme un spécialiste officiel de l'immigration. Il est « l'un des principaux experts en matière de sélection raciale sous le régime de Vichy ». 
Il apparaît dans certains travaux sur l’histoire de Vichy ou sur l’antisémitisme comme un jalon « essentiel » du racisme scientifique « à la française ». Pour Gérard Noiriel cependant,  lui et le courant auquel il appartient avec son rival Georges Montandon, demeurent peu influents dans le monde intellectuel français, même sous Vichy, alors que pour Claude Liauzu, l'influence de René Martial fut beaucoup plus importante. Pour Frederick Cooper, Ann Laura Stoler ou William H. Schneider, sa pensée se  retrouve dans la définition de l'identité culturelle et la vision de l'immigration de Jean-Marie Le Pen.

## Biographie
René Martial obtient son diplôme de médecine en 1900. Il se spécialise en santé publique, et participe au premier congrès d'hygiène  des travailleurs en 1904. Il est nommé directeur du bureau de l’hygiène de Douai en 1908. Lors de la Première Guerre mondiale, il met en place un bureau de contrôle sanitaire des immigrants espagnols en France. En tant qu’inspecteur des conditions sanitaires, Martial contribue après-guerre à l’amélioration du cadre de vie des nombreuses populations d’étrangers venus travailler en France, notamment dans les mines du Nord. En 1932, il devient directeur des services de santé publique à Fès, au Maroc.
Alors qu'en 1930, son Traité de l’immigration et de la greffe inter-raciale ne trouve un éditeur qu'en Belgique, en 1934 La race française est «favorablement commenté dans les revues médicales» et récompensé par l'Institut de France. Il établit des critères de sélection des immigrants fondés sur les groupes sanguins et ses thèses seront réutilisées lors de l’occupation allemande dans un ouvrage intitulé La Grande Découverte – Les Juifs et le sang B. Selon Hervé Guillemain, les livres de René Martial sont racialistes.
René Martial donne un cours sur l’immigration à l’Institut hygiénique de la Faculté de médecine de Paris à partir de 1938. 

### Durant l'occupation allemande
Sous le régime de Vichy, René Martial devient professeur d'« anthropologie des races » à la Faculté de médecine de Paris, puis accède en 1942 à la codirection de l’Institut d’anthroposociologie (discipline raciste fondée par Lapouge) dont le comité de direction, composé de membres de l’Institut Pasteur et de l’Académie de médecine, lui confère l’autorité des élites et des sommets de la médecine. 
En 1943 il publie un fascicule du secrétariat général à la jeunesse de Vichy intitulé Notre race et ses aïeux. Ses ouvrages La Race française et Français qui es-tu ? appartiennent en 1943 aux dix livres de référence conseillés aux candidats au concours des inspecteurs de la Section d’enquête et de contrôle du Commissariat général aux questions juives.

## Théories

### Sur l'immigration
C'est dans les années trente, marquées par la crise économique et le chômage, que René Martial développe des propositions visant à sélectionner les immigrants en fonction de leur aptitude à s’assimiler. 
Dès 1931, ses ouvrages, Traité de l’immigration et de la greffe inter-raciale et La Race française, deviennent des références accréditées et diffusées par les revues médicales,,. Il devint rapidement l'un des spécialistes de l'immigration les plus réputés et consacra plus de quarante livres et articles à l'immigration. Il multiplia aussi les conférences et les communications aux colloques scientifiques, ce qui lui assura une grande notoriété. 
Selon lui, le déclin démographique de la France ne pouvait être enrayé que par l'immigration. Cependant, il convenait de sélectionner les individus autorisés à s'installer en France selon des « critères infaillibles », dont le principal était selon lui le groupe sanguin et notamment la proximité de leur « indice biochimique du sang » avec l’indice moyen des Français. Dans les années 1930, il prône que seules les populations au groupe sanguin O soient acceptées en France. Selon lui, ces peuples sont les seuls à avoir pu par le passé et à pouvoir encore s'intégrer harmonieusement parmi les Français. Ainsi cette immigration sélective serait constituée de Belges, de Suisses, de Hollandais, de Tchécoslovaques, de Polonais, d'Italiens et de Berbères. Toutefois, pour lui, le mélange idéal serait franco-allemand.

#### L'antisémitisme
Alors que ses premiers ouvrages n'évoquaient pas les Juifs, à la fin des années 1930 il leur applique aussi ses théories pour expliquer «la place qu'ils ont prise en France».

#### L'immigration nord-africaine
Concernant l'immigration nord-africaine, Martial « prend aussi le contre-pied des préjugés de cette époque ». Ainsi selon Gérard Noiriel, d'un côté Martial « prône la sélection raciale, mais d'un autre il défend les migrants issus de l'empire colonial ». Ainsi, Martial pense que les Africain du Nord sont devenus « la proie de logeurs, alors qu'ils ont donné leur sang pour la France en 1870 et en 1914 » ,. Concernant les Berbères, il estime qu'ils font partie des peuples à avoir pu par le passé et à pouvoir encore s'intégrer harmonieusement parmi les Français. Quant aux Arabes, il ne voit pas d'obstacle biologique au métissage avec eux, mais les recommande « sous réserve d'une sélection raciale et individuelle sévère, basée sur les groupements sanguins, d'une part, et sur l'étude des réactions humorales, de l'autre »,.

### La «race française»
Martial n'a jamais adhéré au mythe de la « race aryenne pure ». Selon lui, la « race française » était une « race résultat » issue d'une souche formée de Ligures, de Celtes et de Romains sur laquelle étaient venus se greffer au cours des siècles suivants des Germains, des Normands, etc.

### Le métissage
Dans son livre Les métis, il tente de prouver que le choc des hérédités du métissage avec des groupes très différents, c'est-à-dire selon lui, présentant un « indice biochimique » trop faible comme les Noirs d'Afrique et les Asiatiques, crée une instabilité psychique faisant du métis un être torturé et ingouvernable. Pour lui « le bon métis est celui dont la psychologie personnelle s'encadre exactement dans le cadre de la psychologie de la race française ». En 1942, il émet un avis très négatif sur le métis, « dissimulé, perfide, menteur, sa conscience du bien et du mal ne s'accorde pas avec nos critères », et conclut : « Dans le code de la famille interdiction du mariage d'un Français ou une Française avec un Jaune ou un Noir ».

## Publications
- Traits de l'immigration et de la greffe inter-raciale,  Larose, 1931, ouvrage couronné par l'Institut de France
- La Race française, Mercure de France, 1934, réédité en 1943, ouvrage couronné par l'Institut de France[10] (Académie des sciences morales et politiques et Académie française)
- Race, hérédité, folie. Étude d’anthropo-sociologie appliquée à l’immigration, Paris, Mercure de France, 1938
- Vie et constance des races, Mercure de France, 1939.
- Français qui es-tu ? Mercure de France, 1942
- Les Métis - Nouvelle étude sur les migrations, le mélange des races, le métissage, la retrempe de la race française et la révision du code de la famille, Flammarion, Bibliothèque de philosophie scientifique, 1942
- Notre race et ses aïeux,  Perqual, 1943
- Les races humaines, Hachette, 1955